# Stan Smith
Stanley Roger »Stan« Smith, ameriški tenisač, * 14. december 1946, Pasadena, Kalifornija, ZDA.
Stan Smith je nekdanja številka ena na moški teniški lestvici in zmagovalec dveh posamičnih turnirjev za Grand Slam, še enkrat je zaigral v finalu, ob tem pa je dosegel še pet zmag v konkurenci moških dvojic. Osvojil je turnirja za Odprto prvenstvo ZDA leta 1971, ko je v finalu premagal Jana Kodeša v štirih nizih, in Odprto prvenstvo Anglije leta 1972, ko je v finalu premagal Ilieja Năstaseja v petih nizih. Na turnirju za Odprto prvenstvo Anglije se je v finale uvrstil še leta 1971, ko ga je premagal John Newcombe v petih nizih. Na turnirjih za Odprto prvenstvo Francije se je najdlje uvrstil v četrtfinale v letih 1971 in 1972, na turnirjih za Odprto prvenstvo Avstralije pa v tretji krog v letih 1970 in 1975. Leta 1972 je bil vodilni na moški teniški lestvici. V konkurenci moških dvojih je štirikrat osvojil Odprto prvenstvo ZDA, enkrat pa še Odprto prvenstvo Avstralije. Leta 1987 je bil sprejet v Mednarodni teniški hram slavnih.

## Posamični finali Grand Slamov (3)

### Zmage (2)
| Leto | Turnir                   | Nasprotnik v finalu | Rezultat finala         |
| 1971 | Odprto prvenstvo ZDA     | Jan Kodeš           | 3–6, 6–3, 6–2, 7–6(5–3) |
| 1972 | Odprto prvenstvo Anglije | Ilie Năstase        | 4–6, 6–3, 6–3, 4–6, 7–5 |

### Porazi (1)
| Leto | Turnir                   | Nasprotnik v finalu | Rezultat finala         |
| 1971 | Odprto prvenstvo Anglije | John Newcombe       | 3–6, 7–5, 6–2, 4–6, 4–6 |